# 5783 Kumagaya
5783 Kumagaya este un asteroid din centura principală, descoperit pe 5 februarie 1991, de Tsutomu Hioki și Shuji Hayakawa.